# Jens Zetlitz
Jens Zetlitz (26. januar 1761 – 14. januar 1821) var en norsk digter og luthersk præst fra Stavanger, som i slutningen af 1700-tallet studerede teologi i København. Dér blev han medlem af Det Norske Selskab og især kendt for sine selskabssange og drikkeviser, de såkaldte klubviser, der indgik i tidens klubliv.
Efter at have taget teologisk embedseksamen flyttede Zetlitz tilbage til Norge, og virkede som sognepræst i Vikedal og senere Kviteseid til sin død.

## Studenterliv og sangskriver
Zetlitz var en af de mest udprægede norske patrioter, hvilket ikke mindst skyldtes hans venskab med Johan Nordahl Brun; han sluttede sig dog aldrig til enevældens politiske modstandere eller viste nogen fjendtlig stemning mod den danske konge og regeringen.
Da han var i København for anden gang, forsøgte han sammen med Jonas Rein og nogle andre norske studenter at genoplive Det Norske Selskabs traditioner. Zetlitz var kendt som "Glædens Sanger" og skrev en række viser, der blev sunget længe efter hans død. Han var en ægte lyrisk natur, der så livet fra den lyse side, glædede sig over tilværelsen og sang sin glæde ud. Om hans nationale sange er der sagt, at de manglede Johan Nordahl Bruns kraft og Claus Frimanns folkelige tone, men han var dog beslægtet med dem begge. Sammen med disse to og Edvard Storm var han med til at fremkalde det billede af den frie og selvstændige norske odelsbonde, der skulle få langt større betydning for norsk patriotisme og selvfølelse, end han og de anede eller kunne forudse.
Ved sin ankomst til Kviteseid i 1811 sluttede han venskab med klokkeren, Ole Bjørnsen, og med Ole Blom, der drev Blom-familiens savmøller. De tre tilbragte megen tid sammen, og i en nytårshilsen 1814 udtrykker Bjørnsen sin bekymring for Zetlitz' alkoholkomsum:
Når vennen stundom gled,
og svaghed sejr vandt,
og når vennen led,
tit medynkstårer randt. 
Ved en anledning i 1815 havde Zetlitz undladt at gøre op for sig, efter at Blom havde købt ind for ham i Skien. Ved det årlige pinseoffer mindede Blom ham om sagen:
Pæsten Zetlitz må sig skamme.
Hos sig selv han skal annamme
offeret for dette år.
Ingen regning vil vi gøre
når jeg ikke får at høre
at han føler dette sår. 

## Ideologisk ståsted og senere produktion
Det var som kongens trofaste mand, Zetlitz priste den norske bonde, og i konservatisme, og fjendskab mod den franske revolutions idéer gav han ikke Johan Nordahl Brun noget efter. De sidste 30 år af sit liv tilbragte han som præst på landet. Han idealiserede den norske bondestand, og blev sammen med Claus Frimann den norske almues besynger. Forskellen mellem dem er dog betydelig. Zetlitz fremstod efter 1795 mere som præst og moralist end som digter, og eftertiden har anset hans poesi for svag, når han kommer udenfor drikkeviser og den muntre visedigtning. Han har skrevet adskillige episke digte, nogle salmer til evangelisk-kristelig salmebog og et par satiriske stykker, der anses som meget svage. Hans livsglæde genspejles i nogle linjer fra digtet Mine længsler:
Hvor såre lidet skal der til
for lykkelig at være:
Et muntert sind, en piges smil,
en ven, som gjør deg ære;
en hytte, som dig skjule kan,
sundt brød og kildens klare vand,
så megen visdom, at du vil
og bruger denne lære. 

## Omgangskreds
I de 20 år Zetlitz var præst på Stavangerkanten, havde han rig anledning til deltagelse i det højere selskabsliv i sin fødeby, da han var besvogret med dens mægtigste familie, Kielland. Selskabslivet var rigt på materielle nydelser, og Zetlitz var altid klar med sine lejlighedssange, som byens borgerskab satte stor pris på. Den omfattende selskabelighed med tilhørende alkoholindtagelse satte sine mærker på Zetlitz, og bidrog til den elendighed, hvori han tilbragte sine sidste år.

## Virke som præst
Som præst var han påvirket af tidens rationalistiske ånd, selv om han ikke helt brød med den lutherske ortodoksi. Det seminarium, som hans forgænger Niels Windfeld havde grundlagt, fik Zetlitz ikke til at fungere; men Napoleonskrigene og den trykkende pengemangel gjorde også opgaven særdeles vanskelig. Karakteristisk for oplysningstidens præster var deres interesse for det almennyttige ved præstegerningen. Ligesom Grundtvig ville Zetlitz bidrage til almuens oplysning, og forfattede Læse-Bog for fremvoxende Bønder-Børn. Videre blev hans prædikensamling Prædikener og Leilighedstaler udgivet efter hans død. De vidner om en lys og glad forkyndelse, med fokus på Gud som en skaber, der viser menneskene velvilje. 

## Ægteskab og børn
Zetlitz giftede sig i 1791 med Maren Elisabeth Bull (født 11. september 1761, død 20. januar 1801) af Tønsberg-slægten Bull. De fik fire døtre:
- Axeliane Christine Zetlitz (født i Lye 8. juli 1792, død i Stavanger 15. februar 1855)
- Mette Christine Zetlitz (født i Lye 12. desember 1794, død som ugift i Stavanger 1. april 1853)
- Johanne Margrethe Zetlitz (født i Lye 28. august 1797, død i Stavanger 1888)
- Kirsten Seehuusen Zetlitz [født i Stavanger 6. januar 1799, død som ugift i 1878)
- Dertil en dødfødt datter i januar 1801

Han giftede sig igen i 1802 med Christiane Sophie Fasting von Krogh (født 9. februar 1782, død 11. februar 1867). Børn:
- Søren de Fine von Krogh Zetlitz (født januar 1803, død 28. februar 1868)
- Maren Elisabeth Bull Zetlitz (født november 1804, død 1875)
- Cathrine Nicolava Frørup Zetlitz (født mars 1807, død 1859)